# Универсальный десантный корабль типа 075
Универсальный десантный корабль типа 075 —  универсальный десантный корабль ВМС Китая; вертолётоносец со сплошной полётной палубой.
Корабли типа 075 — это новое поколение десантных кораблей, отличающийся от построенных ранее для ВМС НОАК кораблей большими размерами. По размерам занимает промежуточное положение между УДК «Мистраль» и УДК «Америка».
Тип 075 даст возможность китайскому военно-морскому флоту использовать различные типы вертолётов для борьбы с надводными кораблями, наземными силами и подводными лодками противника. Корабли также могут нести десантные катера, подразделения морской пехоты и апартаменты для использования корабля в качестве флагмана.

## Назначение
Прогнозируется, что корабли типа 075 станут флагманами десантных оперативных групп (амфибийных ударных групп), которые должны защищать интересы Китая за рубежом, проецируя его силу через океан. Вертолётоносцы примут участие в контроле над морской составляющей «Одного пояса и одного пути», будут использоваться в дипломатических миссиях и оказывать гуманитарную помощь. Универсальные десантные корабли увеличат возможности КНР в борьбе за спорные острова, особенно отдалённые.
Главными средствами достижения целей выступают палубные вертолёты. Второстепенными инструментами являются десантные катера и плавающие боевые машины.

## Конструкция
Вертолётоносцы типа 075 оснащены боевой информационно-управляющей системой, которая объединяет корабельные системы и взаимодействует с внешними платформами, а также с вышестоящими информационно-управляющими системами. В архитектуре корпуса и надстройки использованы решения, снижающие их заметность в диапазоне радиоволн.
Силовая установка состоит из четырёх дизельных двигателей Pielstick усовершенствованной модификации 16PC2-6B в конфигурации CODAD, суммарная тяга которых достигает 65 000 л.с.. Двигатели производятся по лицензии в Китае.
На радиопрозрачной грот-мачте (высота над мостиком равна 27 м) установлена двухдиапазонная (S/C) 3d радиолокационная станция (РЛС) Type 382. Данная РЛС обнаруживает 100 целей на расстоянии 250 км и отслеживает одновременно 20 из них. Эта РЛС управляет воздушным движением авиагрупп вертолётоносцев. На кормовой мачте размещена новая вращающаяся РЛС X-диапазона с АФАР, название которой не приводится. Она управляет корабельными комплексами ПВО. На башне управления полётами находится РЛС, помогающая БПЛА точно заходить на посадку.
Корабли типа 075 оборудованы системой РЭБ. На грот-мачте размещён комплекс радиоэлектронной разведки Type 726-1/2, отслеживающий сигналы на расстоянии сотен километров. Type 726-3 находящийся на миделе по бортам ставит активные радиоэлектронные помехи. Наконец, четыре 18-трубные установки Type 726-4 выстреливают ложные цели.
В дополнение к средствам ПВО малой дальности десантные корабли получили противодиверсионную реактивную установку CS/AR1.

## Полезная нагрузка

### Пехота
По мнению экспертов, корабль вмещает 900—1200 морских пехотинцев. Официального подтверждения этого числа нет.

### Авиация

Z-20J

Авиационная группа состоит целиком из вертолётов и насчитывает приблизительно 28—30 единиц. Для запуска винтокрылых машин предусмотрено 7 взлётно-посадочных площадок. Кормовой подъёмник доставляет на палубу сразу два вертолёта, а другой расположенный возле надстройки лифт поднимает только один вертолёт.
Корабельная авиационная бригада корпуса морской пехоты вооружилась модернизированными транспортными вертолётами Z-8C и лёгкими противолодочными вертолётами Z-9D. Носовая РЛС KLC-3B вертолёта Z-9D обнаруживает цели на расстоянии 60—180 км, в зависимости от их размера. Z-9D вооружён ракетами CM-501GA с дальностью до 40-50 км или берёт до четырёх ракет YJ-9 малой дальности (15 км) в трёх вариантах, которые различаются головками самонаведения, или две торпеды Yu-11K.
Корабли ожидают завершения лётных испытаний нескольких морских вариантов вертолёта Z-20, а также разведывательного беспилотника AR-500CJ. Вертолёт Z-20J, оптимизированный для десантных операций, поступил в рапоряжение морской пехоты и был запечатлён на палубе корабля типа 075. Он оснащён двумя пилонами для подвески 8 противотанковых ракет AKD-10 или иного оружия вместо них. Возможна разработка медицинского и поисково-спасательного вариантов.
В Китае проводились учения по временной переброске на палубы десантных кораблей ударных вертолётов сухопутных войск, однако нет признаков, указывающих на разработку морского варианта WZ-10. Вместо этого, Китай заинтересовался более мощными российскими вертолётами Ка-52К «Катран». В 2024 году Китай приступил к лётным испытаниям тяжёлого ударного вертолёта Z-21, который, скорее всего, был разработан на базе вертолёта Z-20 и получил его двигатель, при этом нет сведений о создании морской модификации этого летательного аппарата.

### Десантные катера
В корме вертолётоносца находится док, рассчитанный на три десантных корабля на воздушной подушке типа 726. Грузоподъёмность у них примерно такая же, как у американских LCAC (60 тонн). Её хватает на перевозку одного лёгкого танка ZTQ-15 морской пехоты или одного основного танка сухопутных войск. Катера развивают максимальную скорость 60-80 узлов.

### Бронетехника и артиллерия
Десантные корабли в доковой камере при необходимости заменяются на 105 мм плавающие штурмовые машины ZTD-05 и ZTL-11, плавающие боевые машины пехоты ZBD-05 и ZBL-09. Мореходная гусеничная техника в составе амфибийных батальонов должна штурмовать побережье и захватить плацдарм, а более подвижной на земле колёсной технике, включённой в лёгкие механизированные батальоны, назначено прибыть последующими волнами и расширить плацдарм.
На транспортных палубах могут находиться самоходные артиллерийские установки морской пехоты: PLZ-07 и PLL-09. Корабли типа 075 берут без ущерба для десантных катеров 10 основных боевых танков, около 20 единиц средней бронетехники (БМТВ, БМП) и 50 единиц автотехники.

### Прочее
Лёгкие вездеходы Lynx CS/VP4  морской пехоты перебрасываются вертолётами Z-8C.

## Состав серии
| # | Бортовой номер | Название  | Верфь                                | Спущен              | В строю               | Флот      | Статус  |
| - | -------------- | --------- | ------------------------------------ | ------------------- | --------------------- | --------- | ------- |
| 1 | 31             | «Хайнань» | Hudong-Zhonghua Shipbuilding Co.Ltd. | 25 сентября 2019 г. | 23 апреля 2021 г.     | Южный     | В строю |
| 2 | 32             | «Гуанси»  | Hudong-Zhonghua Shipbuilding Co.Ltd. | Апрель 2020 г.      | Конец декабря 2021 г. | Восточный | В строю |
| 3 | 33             | «Аньхой»  | Hudong-Zhonghua Shipbuilding Co.Ltd. | 29 января 2021 г.   | 1 октября 2022 г.     | Восточный | В строю |
| 4 | 34             | «Хубэй»   | Hudong-Zhonghua Shipbuilding Co.Ltd. |                     |                       | Южный     | В строю |

## Учения

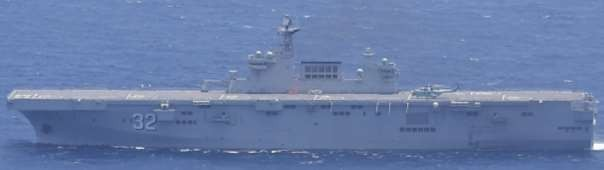
«Гуанси» пересекает пролив Осуми

Корабль «Хайнань» проследовал в начале 2023 года через Южно-Китайское море в западную часть Тихого океана (так в Китае называют Филиппинское море), где имитировал высадку десанта.
Летом 2023 года корабль «Гуанси» пересёк японский пролив Осуми, двигаясь из Восточно-Китайского моря в направлении Филиппинского моря. В состав десантной оперативной группы вошли эсминец типа 052D, фрегат  типа 054А и корабль комплексного снабжения типа 903A. Китайские военные эксперты предположили, что вертолётоносец был среди кораблей, окруживших Тайвань в ходе проводившихся учений. С их слов, «Гуанси» мог отрабатывать высадку десанта на восточное побережье самоуправляемого острова.

## Проишествия
Первый УДК Type 075 загорелся 11 апреля 2020 г..